# Di Negro
I Dio Negro (o Dei Negri) sono una nobile e antica famiglia marchionale (cioè insignita del titolo di marchese) della Serenissima Repubblica di Genova.

## Storia
I Di Negro, nobili marchesi originari di Portovenere, già attestati nei documenti a partire dall'XI secolo, sin dal primo secolo della Repubblica di Genova, poterono contare su diciotto consoli e numerosi ambasciatori. Godettero di diritti "signorili" ad Acri, in Siria, a Cipro, a Genova e in tutta la Liguria. La famiglia ebbe, oltre a numerosi senatori, anche un doge, Ambrogio Di Negro.
La famiglia Di Negro nel 1528 formò un albergo che si divise in due rami, denominati dai quartieri dove si trovavano le relative abitazioni, il ramo di San Lorenzo e quello di Banchi.

## Albergo di Negro
Con la riforma voluta da Andrea Doria nel 1528, i Di Negro andarono a formare il IV albergo cittadino, ad esclusione di un ramo già ascritto nei Giustiniani. Di seguito le famiglie che erano ascritte all'albergo Di Negro:
- Aimari: giunsero in Genova dal Piemonte intorno al 1394 e nel 1528 furono ascritti alla famiglia.[4]
- Carmagnola: originari di Carmagnola, furono ascritti nel 1528 alla famiglia.[5]
- Centola: assunsero il cognome di Negro.[6]
- Conio: giunsero in Genova da Chiavari intorno al XV secolo. Nel 1528 entrarono nella famiglia.[7]
- Croce: giunsero in Genova da Camogli verso il XII secolo. Nel 1483 entrarono nella famiglia.[8]
- Dodo: genovesi, si ascrissero ai Di Negro.[9]
- Embriaco: antica famiglia genovese, furono ascritti ai Di Negro.[10]
- Gropallo. originari di Piacenza, giunsero a Genova nel XIV secolo. Nel 1528 furono ascritti alla famiglia.[11]
- Lussio: furono ascritti ai Di Negro nel 1528.[12]
- Moso: giunsero in Genova intorno al XII secolo. Nel 1410 furono ascritti ai Sopranis ed allo scioglimento di quell'albergo, nel 1528, ai Di Negro.[13]
- Novelli: giunsero in Genova dalla Lombardia intorno al XIII secolo. Furono ascritti ai Di Negro.[14]
- Panigarola: giunsero in Genova da Milano nel 1478 e nel 1528 furono ascritti alla famiglia.[15]
- Pasqua: giunsero in Genova da Taggia nel 1390 e nel 1528 furono ascritti alla famiglia.[16]
- Da Passano: originari di Passano, nel 1528 furono ascritti ai Di Negro, ai Lomellini ed ai Giustiniani.[17]
- Prato: originari di Prato, località della Valbisagno, giunsero a Genova intorno al 1260 e nel 1528 furono ascritti ai Di Negro ed ai Giustiniani.[18]
- Retagliari: originari di Garbagna, giunsero in Genova intorno al 1260 e dal 1489 furono ascritti alla famiglia.[19]
- Richeme: giunsero in Genova da Ovada intorno al XIII secolo e nel 1528 furono ascritti alla famiglia.[20]
- Saliceti. originari di Savona, giunsero in Genova intorno al 1040 e nel 1528 furono ascritti ai Di Negro ed ai Salvago.[21]
- San Pietro: originari di Varazze, nel 1528 furono ascritti alla famiglia.[22]
- Testana: originari di Testana, nel 1528 furono ascritti ai De Fornari ed ai Di Negro.[23]
- Tomasini: originari di Sarzana, nel 1576 furono ascritti alla famiglia.[23]
- Vernazzani: giunsero in Genova dalle Cinque Terre intorno al XVI secolo e nell 1528 furono ascritti alla famiglia.[24]

## Arma

Stemma dei Di Negro

L'arma della famiglia Di Negro era d'argento a tre gigli posti due ed uno d'azzurro; al capo inchiavato di rosso.https://shop.x-finder.info/blasone.php?id=764

## Edifici storici
Tra gli edifici di Genova di valore storico legati alla famiglia di Negro sono da ricordare: 
- Palazzo Ambrogio Di Negro
- Palazzo Emanuele Filiberto Di Negro
- Villetta Di Negro
- Villa Di Negro Rosazza dello Scoglietto